# Saint-Jean-des-Bois
Saint-Jean-des-Bois era una comuna francesa situada en el departamento de Orne, de la región de Normandía, que el 1 de enero de 2016 pasó a ser una comuna delegada de la comuna nueva de Tinchebray-Bocage al fusionarse con las comunas de Beauchêne, Frênes, Larchamp, Saint-Cornier-des-Landes, Tinchebray e Yvrandes.

## Demografía
| Gráfica de evolución demográfica de Saint-Jean-des-Bois entre 1800 y 2014 |
|                                                                           |

Los datos demográficos contemplados en este gráfico de la comuna de Saint-Jean-des-Bois se han cogido de 1800 a 1999 de la página francesa EHESS/Cassini, y los demás datos de la página del INSEE.